# Revolution 1
Revolution 1 (Lennon/McCartney) är en låt av The Beatles från 1968.

## Låten och inspelningen
Revolution I blev den första av många låtar som Beatles spelade in efter vistelsen i Indien februari–april 1968. Bandmedlemmana blev besvikna på Maharishi Mahesh Yogi men levde dock en sundare liv utan droger och prövade även en rad nya låtar, ofta komponerade för akustisk gitarr då man inte hade tillgång till elektriska. Väl hemkomna spelade de 30 maj in en rad demon hos George Harrison (senare utgivna på bootleg) innan arbetet i studion påbörjades.
Under 1968 gav Beatles tre låtar med titeln Revolution. Den första, utgiven i maj, benämndes ursprungligen endast Revolution. Den spelades in vid fyra tillfällen: 30–31 maj, 4 och 21 juni 1968. I början av inspelningen blev låten ett långt jam om cirka 10 minuter. John Lennon, som ville kommentera de omvälvande händelserna i exempelvis Frankrike under majrevolten 1968, hade tänkt sig att ge ut Revolution som en singel, något Paul McCartney ryggade inför. Kanske hade han Lennons uttalande om Jesus från 1966 i åtanke då han ville undvika nya kontroverser om gruppen öppet diskuterade politik i sina texter. Vid sessionen 4 juni låg Lennon på rygg i studion och sjöng för att få vad han upplevde som den rätta känslan. Låten var nu utökad med ett kaotiskt slut som Lennon två dagar senare, 6 juni, klippte bort för att använda i ett annat sammanhang – denna del av låten blev senare Revolution 9. Allt som allt ägnades 40 timmar åt Revolution. Lennon pressade på om att släppa den som singel. Paul hade slutligen inga andra ursäkter kvar än att påpeka att den gick lite väl långsamt och Lennon kontrade då med ett löfte om att man skulle spela in den snabbare och rockigare. Den versionen blev en B-sida, Revolution. På singeln sjunger Lennon ”count me out” ("räkna inte med mig") i referens till våld, men på den senare versionen sjunger han ”count me out… in”.
Eftersom singelversionen av Revolution gavs ut först (30 augusti 1968) så kom denna version att heta Revolution I. Trots Pauls farhågor om politiska ställningstaganden är textens politiska innehåll ganska vagt och Lennon säger egentligen bara att han vill förändra världen men utan våld. Att han till och med pekar på att folk som viftar med bilder av Mao inte kommer att ha någon framgång kunde rentav tolkas som ett konservativt ställningstagande och studentvänstern hånade Lennon för denna text då den gavs ut på LP:n The Beatles (musikalbum) i november 1968.